# Luxtoneremaeus forsteri
Luxtoneremaeus forsteri är en kvalsterart som först beskrevs av J. och P. Balogh 1985.  Luxtoneremaeus forsteri ingår i släktet Luxtoneremaeus och familjen Caleremaeidae. Inga underarter finns listade i Catalogue of Life.